# Mindre munkskata
Mindre munkskata (Philemon citreogularis) är en fågel i familjen honungsfåglar inom ordningen tättingar.

## Utbredning och systematik
Mindre munkskata delas in i tre underarter:
- Philemon citreogularis papuensis – förekommer på Trans Fly-savannen på södra Nya Guinea
- Philemon citreogularis sordidus – förekommer i norra Australien (från Broome i Western Australia till norra Queensland)
- Philemon citreogularis citreogularis – förekommer i östra Australien (från Kap Yorkhalvön till norra Victoria och södra South Australia)

## Status
Arten har ett stort utbredningsområde och beståndet anses vara stabilt. Internationella naturvårdsunionen IUCN listar den därför som livskraftig (LC).

## Bilder

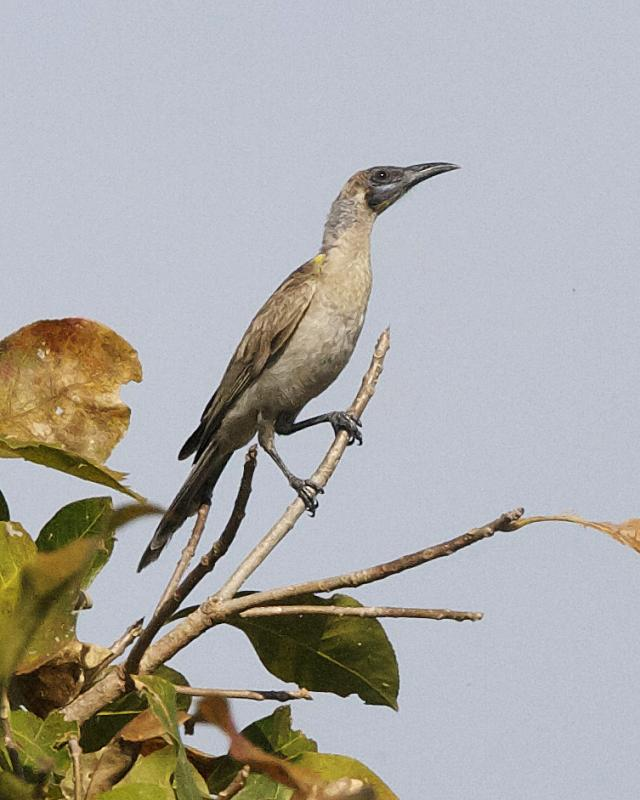
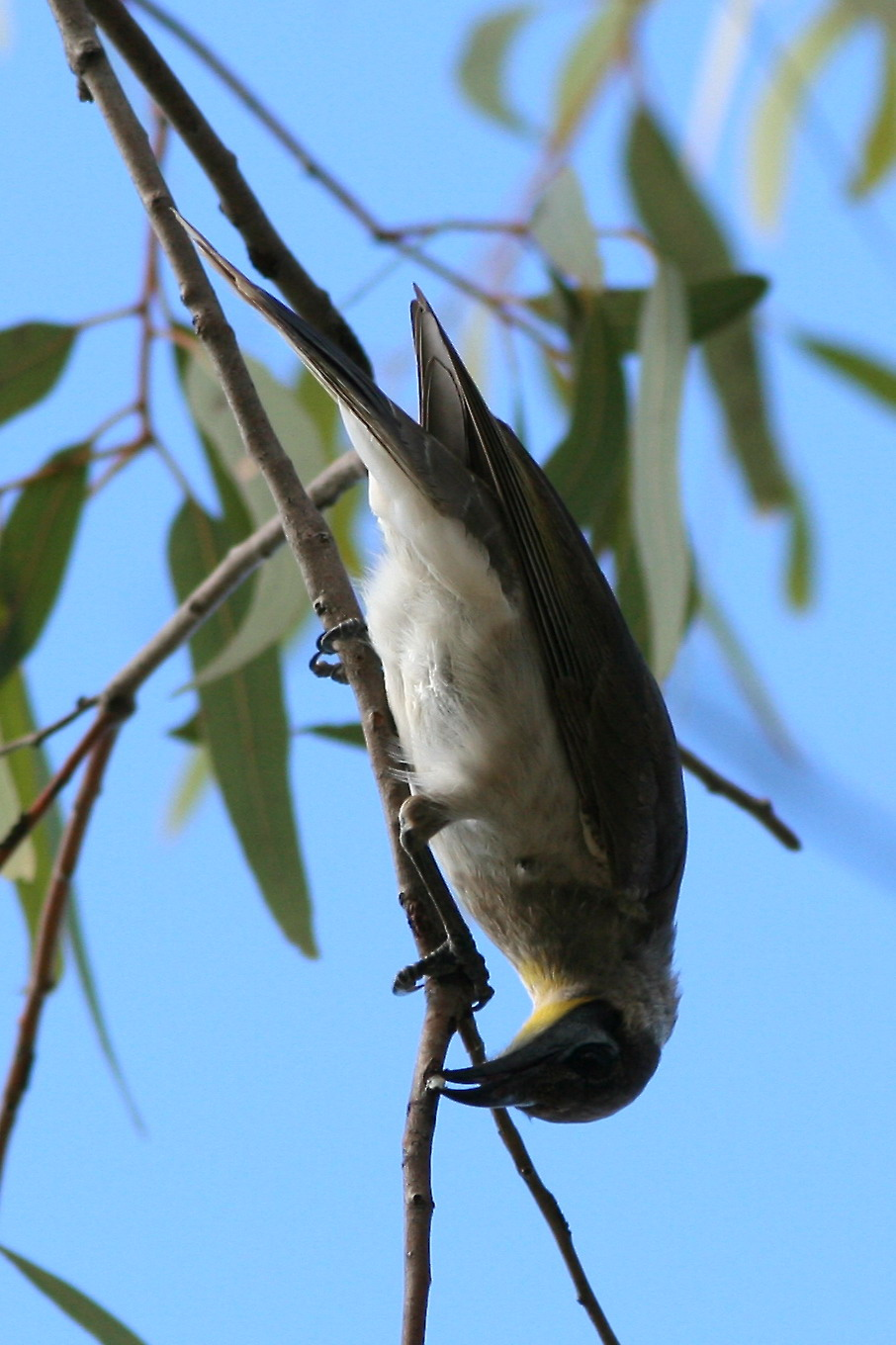
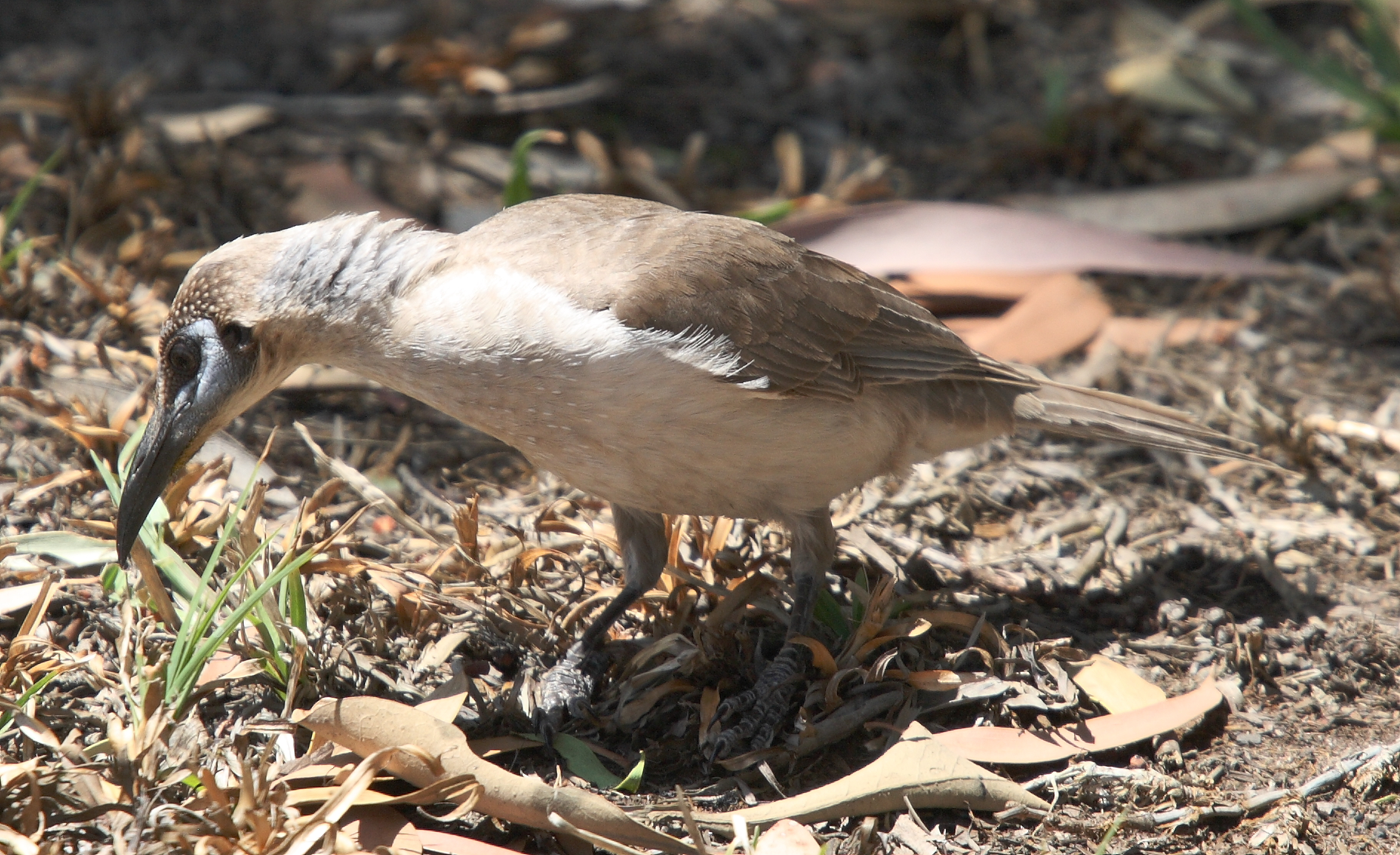
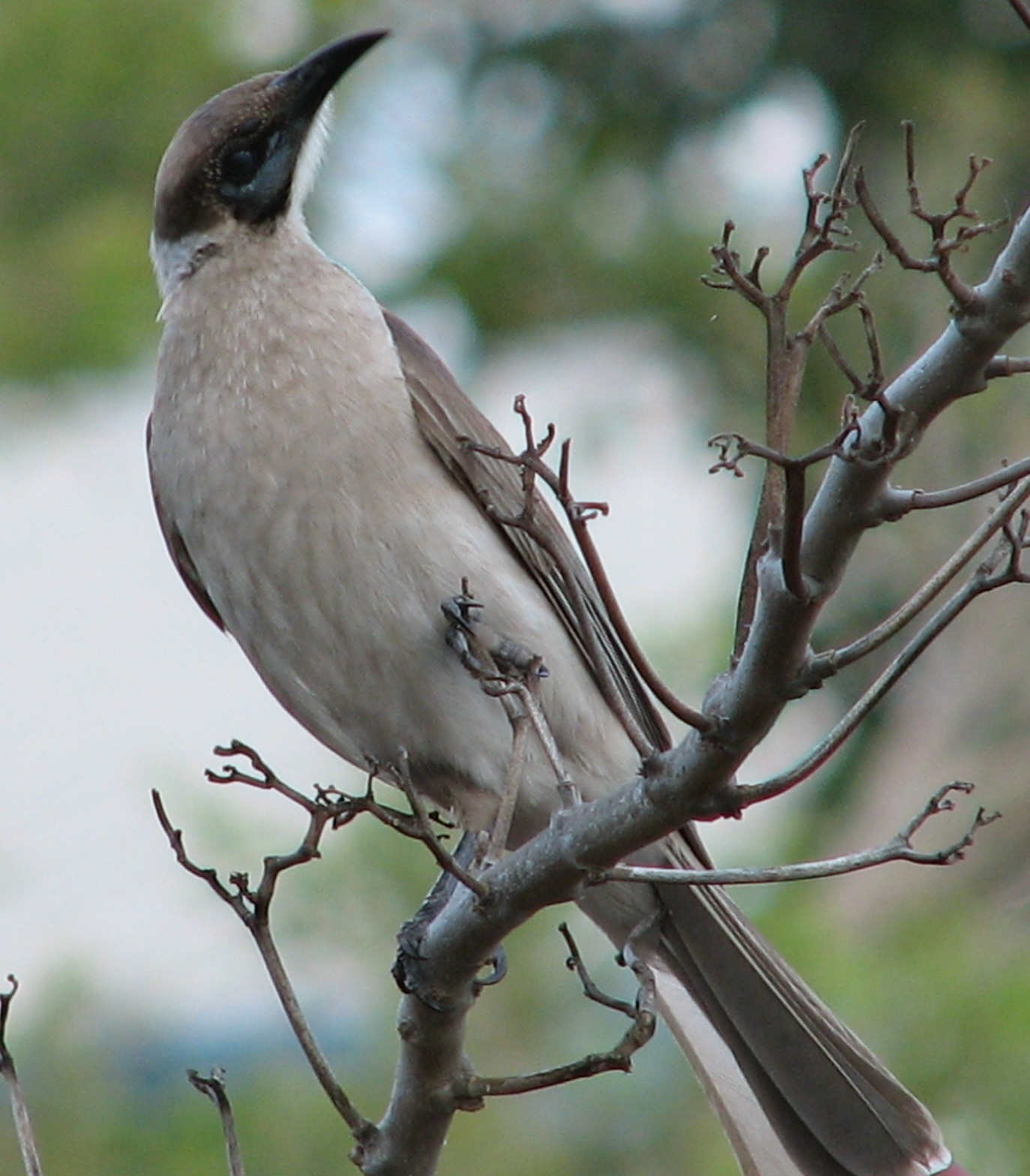